# Еузебио Техера
Еузебио Рамон Техера Киркеруп (шп. Eusebio Ramón Tejera Kirkerup; 6. јануар 1922, Монтевидео — 9. новембар 2002, Монтевидео) био је уругвајски фудбалер, који је играо на позицији одбрамбеног играча. Са Фудбалском репрезентацијом Уругваја освојио је Светско првенство у фудбалу 1950.

## Биографија
Каријеру је започео 1943. у фудбалском клубу Атлетико Ривер Плејт, док је најдужи период каријере провео у клубу Насионал, са којим је освојио Прву лигу Уругваја 3 пута. Постигао је три гола за репрезентацију Уругваја.

## Трофеји
Фудбалска репрезентација Уругваја
- Светско првенство у фудбалу 1950.